# Piornedo (Cervantes)
Piornedo es una aldea española situada en la parroquia de Donís, del municipio de Cervantes, en la comarca de Los Ancares, en la provincia de Lugo, Galicia.
La aldea, de origen prerromano, fue declarada Conjunto Histórico Artístico en 1931 y más adelante fue catalogada como Bien de Interés Cultural. Se encuentra dentro de la Reserva de la biosfera de Los Ancares Lucenses y Montes de Cervantes, Navia y Becerreá y pertenece al Geodestino Ancares-Courel.

## Localización
La aldea se sitúa en lo alto de un valle que se abre hacia el oeste a 1300 metros de altitud, y lo recorre el arroyo Veiga Cimeira que vierte sus aguas al río Ser.

## Toponimia
El nombre de Piornedo indica un monte donde abundan los piornos, un arbusto que se utilizaba, junto con el brezo, para hacer carbón.

## Geografía
La población consiste en un conjunto cerrado de casas de montaña, pallozas, horreos y alpendres, característico de los pueblos de alta montaña de la sierra de Ancares. Las pallozas, construcciones prerromanas con techumbre vegetal, servían como vivienda, establo y granero, y fueron habitadas hasta hace pocos años. Algunas se han restaurado como museo para ser visitadas, como la Casa do Sesto, hoy museo etnográfico, que fue habitada hasta 1970. La aldea cuenta con un total de 14 pallozas utilizadas como casa-museo o establo, y ha sido declarada Bien de Interés Cultural. En lo alto del pueblo se encuentra una pequeña ermita dedicada a San Lorenzo.
Desde la localidad parten varias rutas de senderismo, como la del pico Mustallar, de 1935 m de altitud, y la del pico Agulleiro, de 1684 m.

## Demografía
| Gráfica de evolución demográfica de Piornedo entre 2000 y 2020 |
|                                                                |
| Datos según el nomenclátor publicado por el INE.               |

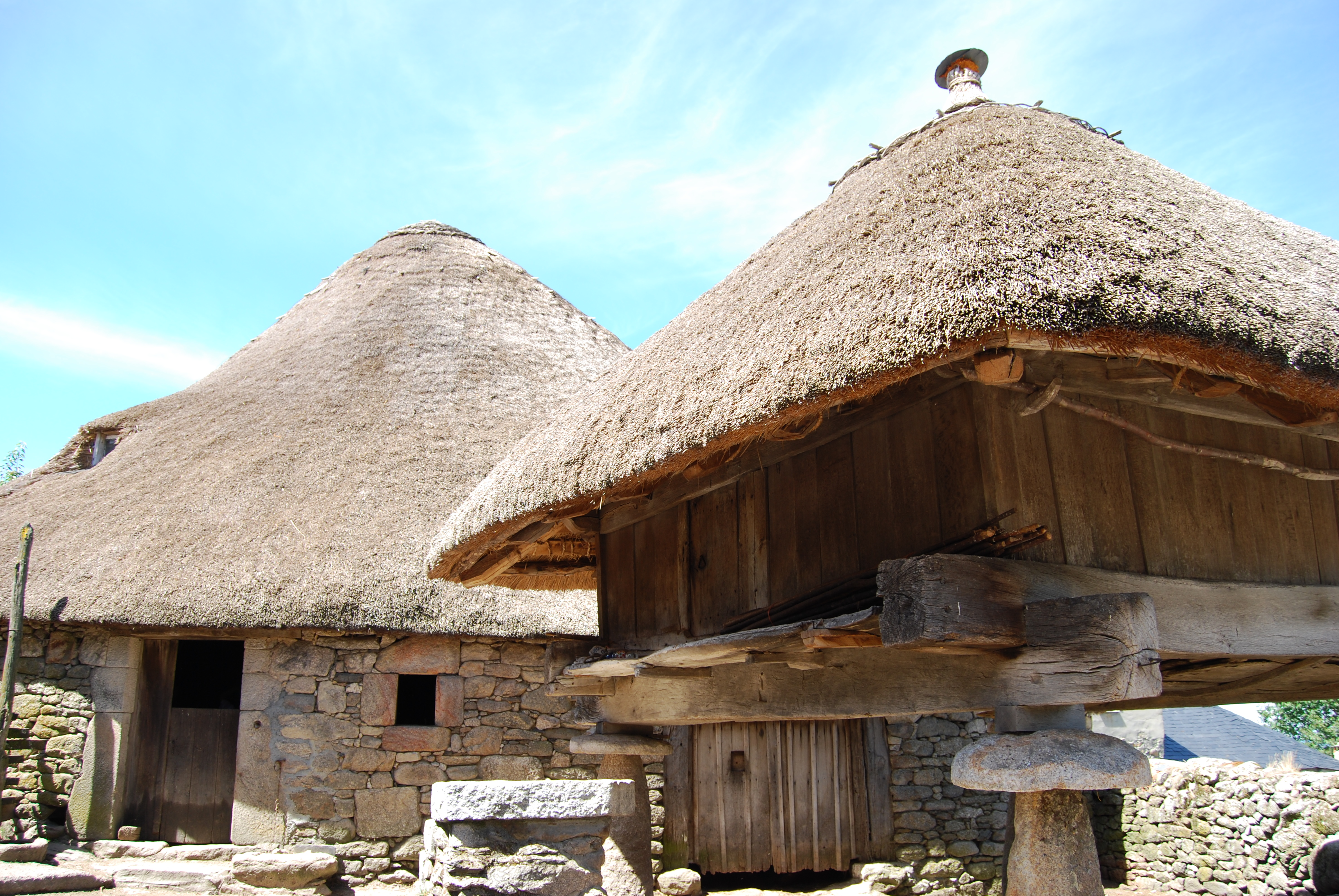
Hórreo de tipo asturiano y palloza en Piornedo.
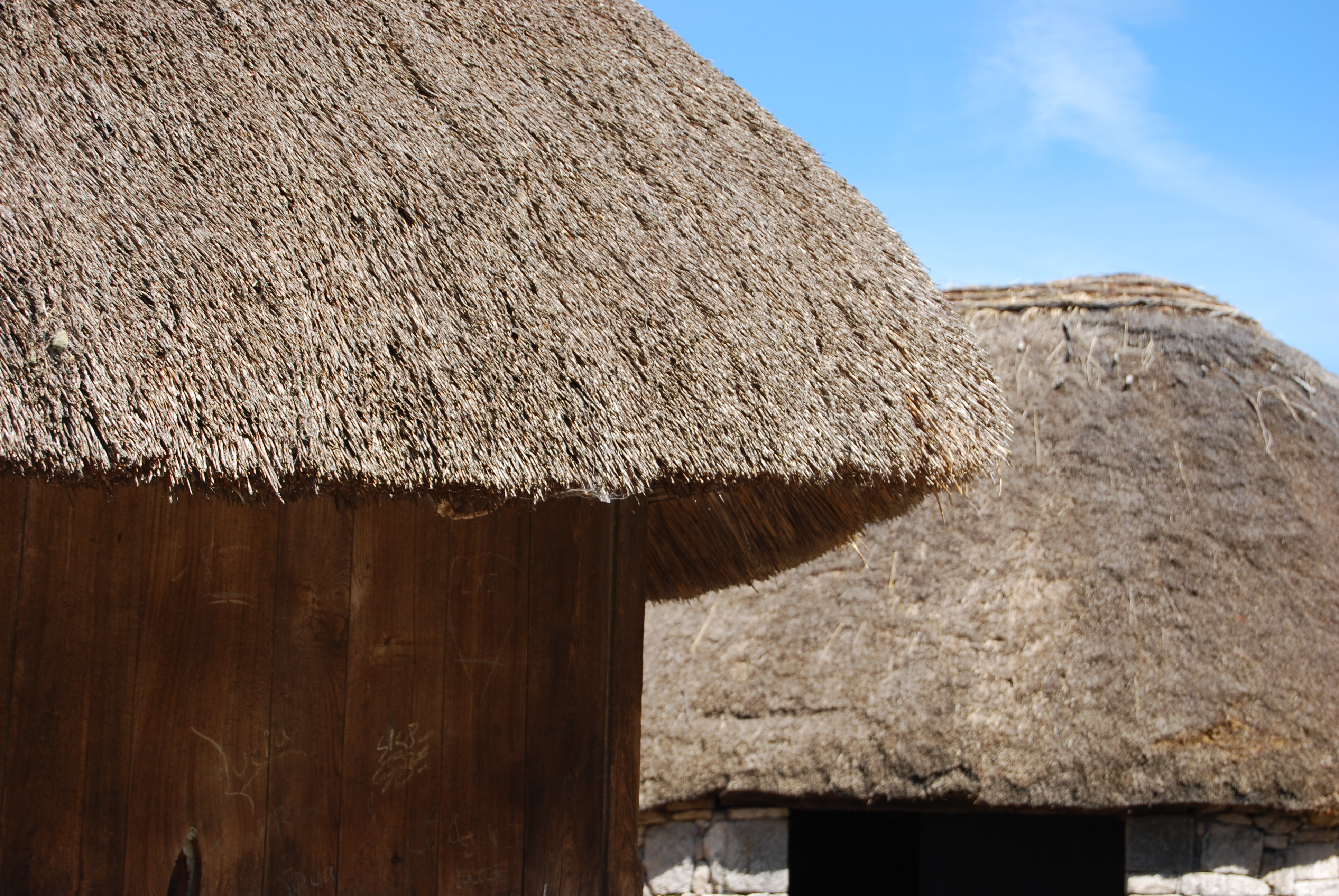
Detalle del tejado de paja de centeno de las pallozas.
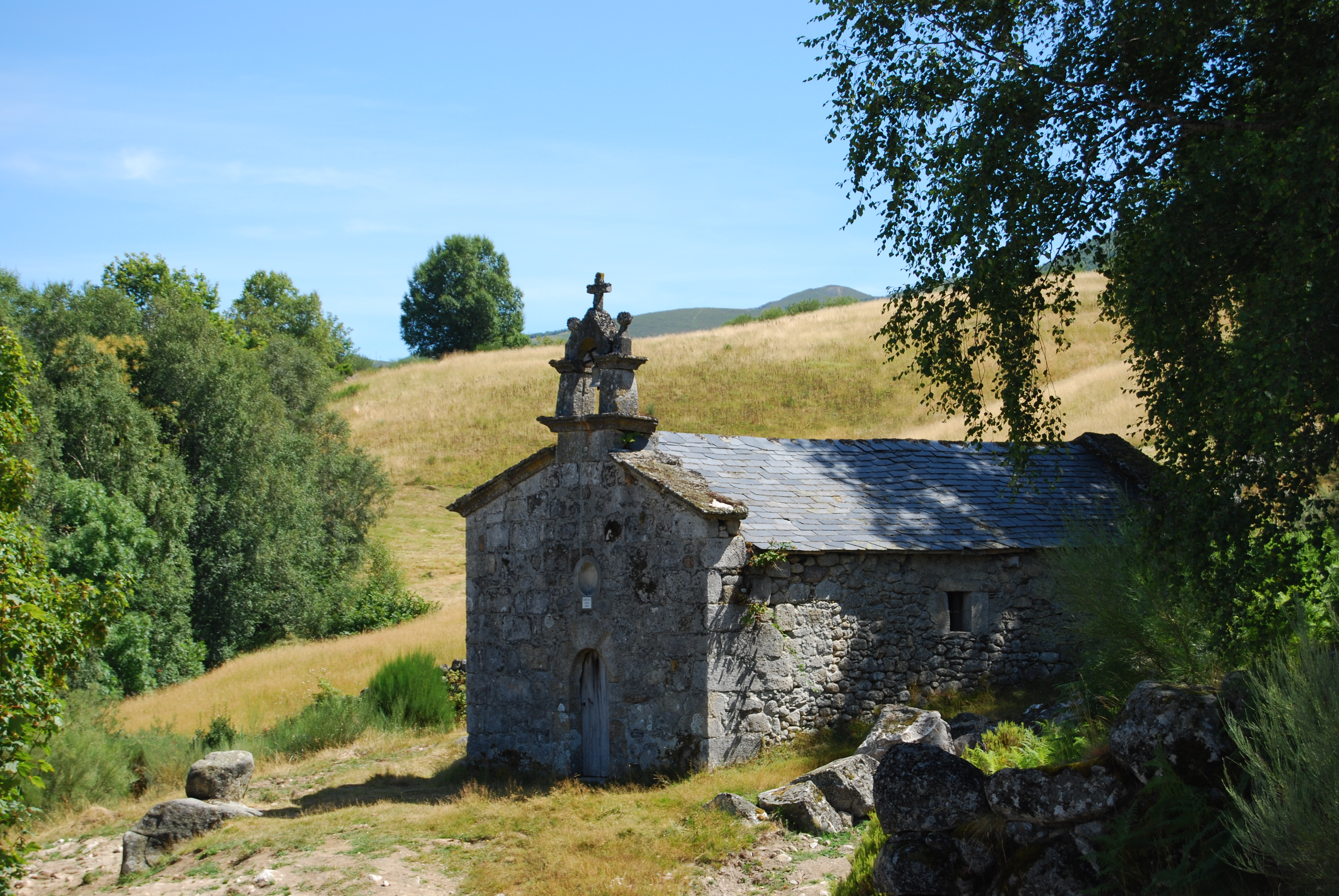
Capilla de San Lorenzo, en lo alto de Piornedo.
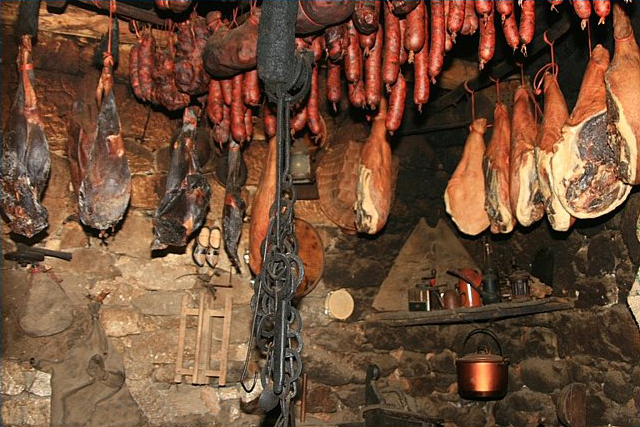
Embutidos tradicionales ahumándose en una palloza de Piornedo.